# Bresnay
Bresnay är en kommun i departementet Allier i regionen Auvergne-Rhône-Alpes i de centrala delarna av Frankrike. Kommunen ligger i kantonen Souvigny som ligger i arrondissementet Moulins. År 2022 hade Bresnay 385 invånare.

## Befolkningsutveckling
Antalet invånare i kommunen Bresnay
Referens: INSEE